# Eclissi solare del 23 novembre 2003
L'eclissi solare del 23 novembre 2003 è un evento astronomico che ha avuto luogo il suddetto giorno attorno alle ore 22:50 UTC.